# Sashalee Forbes
Sashalee Forbes (10 maggio 1996) è una velocista giamaicana.

## Palmarès
| Anno | Manifestazione      | Sede           | Evento      | Risultato  | Prestazione | Note                                     |
| ---- | ------------------- | -------------- | ----------- | ---------- | ----------- | ---------------------------------------- |
| 2014 | Mondiali juniores   | Eugene         | 4×100 m     | Argento    | 43"97       |                                          |
| 2016 | Giochi olimpici     | Rio de Janeiro | 4×100 m     | Argento    | 41"36       |                                          |
| 2017 | World Relays        | Nassau         | 4×100 m     | Argento    | 42"95       |                                          |
| 2017 | World Relays        | Nassau         | 4×200 m     | Oro        | 1'29"04     | Record dei campionati                    |
| 2017 | Mondiali            | Londra         | 200 m piani | Semifinale | 23"09       |                                          |
| 2017 | Mondiali            | Londra         | 4×100 m     | Bronzo     | 42"19       |                                          |
| 2017 | Universiadi         | Taipei         | 100 m piani | Oro        | 11"18       |                                          |
| 2018 | Commonwealth        | Gold Coast     | 200 m piani | Finale     | dq          |                                          |
| 2018 | Giochi CAC          | Barranquilla   | 200 m piani | Oro        | 20"80       | Miglior prestazione personale stagionale |
| 2019 | World Relays        | Yokohama       | 4×100 m     | Argento    | 43"29       |                                          |
| 2019 | Giochi panamericani | Lima           | 4×100 m     | 5ª         | 43"74       |                                          |
| 2019 | Mondiali            | Doha           | 200 m piani | Semifinale | 23"14       |                                          |
| 2023 | Mondiali            | Budapest       | 100 m piani | Semifinale | 11"12       |                                          |
| 2023 | Mondiali            | Budapest       | 4×100 m     | Argento    | 41"21       |                                          |
| 2024 | Mondiali indoor     | Glasgow        | 60 m piani  | Semifinale | 7"15        |                                          |
| 2024 | Giochi olimpici     | Parigi         | 100 m piani | Semifinale | 11"20       |                                          |
| 2024 | Giochi olimpici     | Parigi         | 4x100 m     | 5ª         | 42"29       |                                          |